# Alexander Wladimirowitsch Russkich
Alexander Wladimirowitsch Russkich (* 1978; russisch Александр Владимирович Русских, englische Transkription Alexandr Vladimirovich Russkikh) ist ein russischer Badmintonspieler.

## Karriere
Alexander Russkich wurde 2000 Dritter bei den Weltmeisterschaften der Studenten. 2001 erkämpfte er sich seinen einzigen nationalen Titel in Russland. 2002 siegte er bei den Slovenian International, 2003 bei den Slovak International und den Welsh International. 2006 war er beim Volant d’Or de Toulouse erfolgreich.